# Imidazole

Structure de l'imidazole

L'imidazole (deux tautomères, 1H et 3H) est un composé organique aromatique hétérocyclique. C'est un cycle à cinq atomes contenant trois atomes de carbone et deux atomes d'azote en position 1 et 3. Le doublet électronique libre de l'azote 3 n'entre pas dans l'aromaticité car l'orbitale p est déjà utilisée pour faire une liaison π (donc son doublet est dans une orbitale moléculaire sp2), alors que celui de l'azote 1 y est inclus : il s'hybride sp2 et place son doublet dans une orbitale p pure afin de participer au phénomène de conjugaison.
L'imidazole fait partie de la molécule de théophylline, présente dans les feuilles de thé et les grains de café, qui stimule le système nerveux central.

## Dérivés
Sont appelés imidazoles les dérivés de l'imidazole dont :
- la biotine
- l'histidine
- l'histamine
- le nitroimidazole
- le prochloraze
- la purine et ses dérivés (adénine, guanine notamment)
- la vitamine B12
- le benznidazole

Le diéthyl carbonate est un réactif covalent des noyaux imidazoles.
Les dérivés dihydrogéné et tétrahydrogéné de l'imidazole sont respectivement appelés imidazoline et imidazolidine.
Dans un contexte médical, "Imidazolés" désigne une classe de médicaments antimycosiques.

## Utilisations
En recherche et développement, l'imidazole, présent dans le marc de café, a été utilisé par deux chercheurs du MIT comme catalyseur pour accélérer la production de di-hydrogène vert obtenue en plongeant de l’aluminium recouvert d'un alliage de gallium-indium dans de l'eau salée,.